# Episodi di The Listener (prima stagione)
La prima stagione della serie televisiva The Listener è andata in onda in Canada dal 3 marzo al 26 maggio 2009.
In Italia è stata invece trasmessa sul canale satellitare Fox dal 5 marzo al 28 maggio 2009.
| nº | Titolo originale          | Titolo italiano       | Prima TV Canada | Prima TV Italia |
| -- | ------------------------- | --------------------- | --------------- | --------------- |
| 1  | I'm an Adult              | Un dono speciale      | 3 marzo 2009    | 5 marzo 2009    |
| 2  | Emotional Rescue          | Soccorso emotivo      | 10 marzo 2009   | 12 marzo 2009   |
| 3  | A Voice in the Dark       | Una voce nel buio     | 17 marzo 2009   | 19 marzo 2009   |
| 4  | Some Kind of Love         | Segreti fatali        | 24 marzo 2009   | 26 marzo 2009   |
| 5  | Lisa Says                 | Una nuova vita        | 31 marzo 2009   | 2 aprile 2009   |
| 6  | Foggy Notion              | L'amara verità        | 7 aprile 2009   | 9 aprile 2009   |
| 7  | Iris                      | La guaritrice         | 14 aprile 2009  | 16 aprile 2009  |
| 8  | One Way or Another        | Vecchie ferite        | 21 aprile 2009  | 23 aprile 2009  |
| 9  | Inside the Man            | Questioni di famiglia | 28 aprile 2009  | 30 aprile 2009  |
| 10 | Missing                   | Tradimenti            | 5 maggio 2009   | 7 maggio 2009   |
| 11 | Starting to See the Light | Vedere la luce        | 12 maggio 2009  | 14 maggio 2009  |
| 12 | Jury #13                  | Ombre di memoria      | 19 maggio 2009  | 21 maggio 2009  |
| 13 | The Journey               | Sulle tracce di Maya  | 26 maggio 2009  | 28 maggio 2009  |

## Un dono speciale
- Titolo originale: I'm an Adult
- Diretto da: Clement Virgo
- Scritto da: Michael Amo

### Trama
Toby Logan ha fin dalla nascita il dono della telepatia. Dopo aver passato tutta la vita a cercare di zittire le voci che può sentire nella sua testa, decide di ascoltarle per aiutare una donna in pericolo. È una donna che ha avuto un incidente in automobile in seguito al quale un uomo le ha rapito il figlio perché lei lo ha visto uccidere il suo collega e così minaccia suo figlio per impedirle di denunciarlo.
Toby scopre l'esistenza del bambino perché estraendo la donna dall'auto che sta per esplodere le legge nel pensiero. Poche ore dopo la donna scappa dall'ospedale dove è trattenuta per un trauma cranico. Logan scassina la porta di casa della donna e conferma ciò che aveva visto nella sua mente: lei ha un figlio che è stato rapito e non può parlarne per paura che il rapitore gli faccia del male.
Toby investigando di nascosto e con l'aiuto del suo potere trova il rifugio del rapitore e salva il bimbo.

## Soccorso emotivo
- Titolo originale: Emotional Rescue
- Diretto da: Ken Girotti
- Scritto da: Russ Cochrane

### Trama
Toby Logan è fidanzato con una dottoressa di nome Olivia che di nascosto inizia ad uscire con Tom, un pompiere molto attraente. Toby, un po' geloso, rovina il loro primo appuntamento e in quell'occasione scopre che Tom ha paura di fallire nel suo lavoro ed è spaventato.
Intanto molti palazzi vengono colpiti da incendi improvvisi e la polizia dopo aver trovato un uomo ancora vivo in uno dei palazzi esplosi indaga su Vince, un vecchio amico di Toby. Toby leggendogli nella mente scopre che gli incendi non sono causati da Vince, quindi inizia a credere che ci sia un piromane.
Anche questa volta Toby indaga, e con l'aiuto dei suoi poteri risolve il caso, scopre l'identità del piromane che però si suicida, e aiuta Tom a guarire dalla sua fobia permettendogli di salvare una bambina in pericolo tra le fiamme.

## Una voce nel buio
- Titolo originale: A Voice in the Dark
- Diretto da: Clement Virgo
- Scritto da: Michael Amo

### Trama
Toby sta passeggiando con il suo partner quando vede un uomo a terra, colpito alla testa da un individuo che sembra un po' folle, e un attimo prima che quell'uomo si dia alla fuga Toby vede nei suoi pensieri una ragazzina tenuta prigioniera e pensa che sia lui a tenerla prigioniera. Più tardi Toby all'ospedale nota un biglietto di aiuto appeso ad una bacheca che denuncia la scomparsa di una ragazza di nome Ashley sei mesi prima, allora decide di tornare nel quartiere dove ha incontrato l'uomo, e finge di affittare un armadietto nel palazzo dove lo ha visto entrare per poterci dare un'occhiata, e poi va via.
Il giorno successivo Toby rivede il ragazzo e lo insegue fino a un parcheggio sotterraneo dove hanno una breve colluttazione durante la quale Toby scopre che non è lui a tenere prigioniera la ragazza e che sa dove si trova, ma non capisce perché non ne vuole parlare. subito dopo il ragazzo cerca di fuggire ma nel tentativo si fa male e sviene. Portatolo all'ospedale, dove viene a sapere che il motivo per cui il ragazzo non parla è che è afono dalla nascita, Toby riesce a vedere dove si trova la ragazzina chiedendogli di pensare al luogo in cui è segregata, e nell'immagine che vede nella mente del ragazzo c'è anche il vero colpevole del rapimento della ragazzina.
Prima di partire l'amico di Toby insiste per avere spiegazioni sul suo comportamento e scopre dei poteri telepatici del partner, Toby salva la ragazza e il rapitore viene ucciso dalla polizia.

## Segreti fatali
- Titolo originale: Some Kind of love
- Diretto da: Clement Virgo
- Scritto da: Larry Lalonde, Phil Bedard

### Trama
Sembra che Toby potrebbe anche avere fortuna quando le cose prendono una piega tragica. Dopo aver rimorchiato in un nightclub Mina, una bella patologa, lei viene ritrovata morta. Inizialmente sospettato della sua morte, Toby fa alcuni "ascolti" per trovare il vero assassino. Ma proprio quando sembra che egli possa aver trovato la verità, scopre che Mina potrebbe avere scoperto un complotto in seno all'ufficio del medico legale.

## Una nuova vita
- Titolo originale: Lisa Says
- Diretto da: Kari Skogland
- Scritto da: Dennis Heaton

### Trama
Mentre Toby è in servizio col suo partner vede un gruppo di ragazzi che ne aggrediscono un altro in mezzo alla strada. Al suo arrivo la banda si dà alla fuga e Toby riesce a portare il ragazzo, di nome Daniel, in ospedale, ma appena si distrae Daniel fugge e scompare. Toby allora lo cerca per le strade, e scopre che è invischiato con bande di strada, droga e l'omicidio di una giovane ragazza Lisa Greyson. Daniel deve essere trovato prima che sia ucciso. Rendendosi conto successivamente della scomparsa della ragazza, Toby e il detective Charlie Marks scoprono la verità sulla situazione che si presenta come uno shock per la madre di Lisa.

## L'amara verità
- Titolo originale: Foggy Notion
- Diretto da:
- Scritto da:

### Trama
Ossman e Toby sentono degli spari e inutilmente tentano di salvare le due vittima della sparatoria. Una di quest'ultime ha una sorella cieca, la quale risulta essere il suo ultimo pensiero prima di morire.
Charlie, sotto indicazioni del suo capo, chiede al boss della malavita di chinatown informazioni sul movente del duplice omicidio. Quest'ultimo le dice che il colpevole è un ragazzo geloso per la sua ex fidanzata corteggiata dal giovane morto.

## La guaritrice
- Titolo originale: Iris
- Diretto da:
- Scritto da:

### Trama
I due paramedici aiutano un senzatetto che stava per suicidarsi. L'uomo è preoccupato per i dormitori pieni e spera che l'ospedale possa fornirgli un pasto caldo e un tetto sopra la testa. Una volta accompagnato all'ospedale viene rivelato che i due soccorritori conoscono Willy e che in precedenza egli aveva utilizzato il pronto soccorso come posto dove stare.
Presto Toby e Ossman si apprestano per soccorrere una bambina caduta dal dodicesimo piano di un hotel. La neonata sembra svenuta, ma appena le si avvicina una ragazza si sveglia piangendo. Toby nel frattempo vede cosa pensa la misteriosa giovane: si crede una guaritrice e perciò immagina mentalmente che dalle sue mani esca un'energia dorata. Olivia visitando l'infante rivela che non ha alcuna lesione e giustifica l'incolumità della piccola con: "le ossa dei bambini sono elastiche". Toby incuriosito dalla adolescente che ha salvato la poppante le fa visita all'hotel, nella cui hall i giornalisti intervistano lo zio di Iris. Quest'ultima inizia a intuire i poteri di Toby. Uscito dall'albergo il protagonista sente un uomo dichiarare nei pensieri che "lei morirà" e vede l'immagine di una donna malata a letto e di Iris con una pistola puntata dietro la schiena. Di conseguenza torna ad avvisare lo zio, il quale ignora l'avvertimento. Prova a parlarne con Charlie, la quale non può essergli d'aiuto. Toby, quindi, inizia indagare con l'amico su Iris e scopre che in passato la fanciulla aveva tentato di guarire una donna con un cancro senza però riuscirci.

## Vecchie ferite
- Titolo originale: One Way or Another
- Diretto da:
- Scritto da:

## Questioni di famiglia
- Titolo originale: Inside the Man
- Diretto da:
- Scritto da:

## Tradimenti
- Titolo originale: Missing
- Diretto da:
- Scritto da:

## Vedere la luce
- Titolo originale: Starting to See the Light
- Diretto da:
- Scritto da:

## Ombre di memoria
- Titolo originale: Jury #13
- Diretto da:
- Scritto da:

## Sulle tracce di Maya
- Titolo originale: The Journey
- Diretto da:
- Scritto da: